# František Udržal

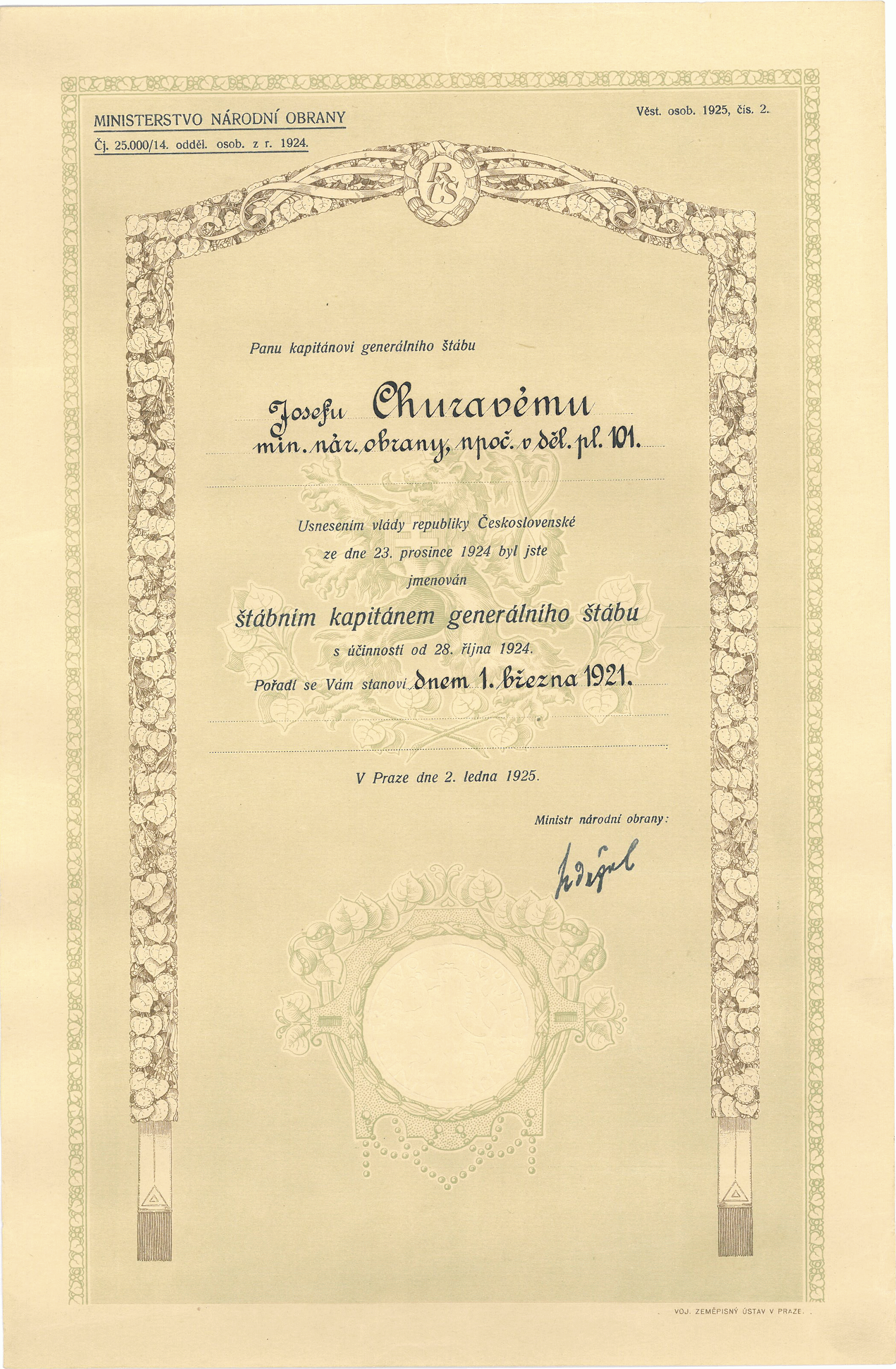
Podpis ministra národní obrany Československa Františka Udržala na dokumentu – jmenovací listině Josefa Churavého do hodnosti štábního kapitána generálního štábu (2. ledna 1925)

František Udržal (3. ledna 1866 Dolní Roveň – 25. dubna 1938 Praha) byl český politik, meziválečný československý ministerský předseda a ministr národní obrany.

## Život

### Mládí a studium

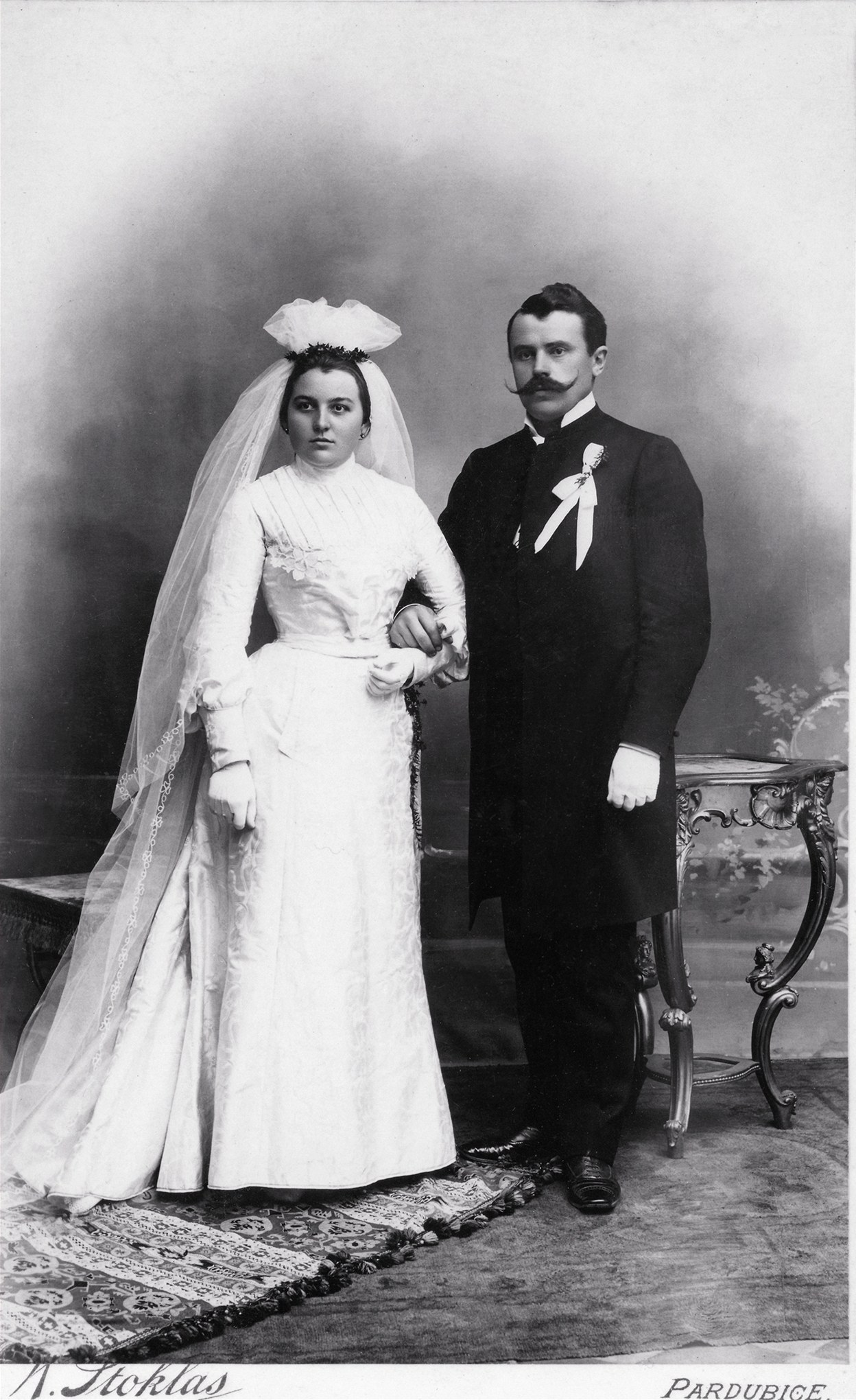
Svatební fotografie Františka a Marie Udržalových

Narodil se v české statkářské rodině. Jeho otec František Udržal starší byl dolnoroveňským starostou a okresním zastupitelem v holickém okrese. V letech 1883–1886 studoval na hospodářské akademii v Táboře a posléze strávil ještě dva semestry studia na zemědělské univerzitě v Halle. Po vojenské službě v rakousko-uherské armádě se stal záložním důstojníkem.

### Mladočeským a agrárním politikem za Rakouska-Uherska
Roku 1894 převzal rodinné hospodářství v Dolní Rovni na Pardubicku. Od počátku 90. let 19. století se též začal politicky angažovat na Pardubicku. Nejprve se podílel na činnosti mladočeské strany, později České strany agrární, v níž již v roce 1906 patřil mezi hlavní politiky.
Ve volbách roku 1897 byl (za mladočechy) zvolen poslancem Říšské rady (celostátní zákonodárný sbor) za všeobecnou kurii v Čechách, obvod Chrudim, Pardubice atd. Opětovně byl za stejný obvod zvolen ve volbách roku 1901. V roce 1903 se ovšem rozešel s mladočechy a nadále působil v Říšské radě coby nezávislý zákonodárce. Mandát ve vídeňském parlamentu obhájil ve volbách roku 1907, konaných již podle rovného volebního práva po zrušení kurií (nyní již za Českou agrární stranu, volební obvod Čechy 059). V parlamentu usedl do frakce Klub českých agrárníků. Mandát obhájil ve volbách roku 1911 za stejný obvod. Během XXII. zasedání v letech 1917–1918 byl místopředsedou Poslanecké sněmovny Říšské rady. V parlamentu setrval do zániku monarchie v roce 1918.
Byl rovněž poslancem Českého zemského sněmu, podle jednoho zdroje od roku 1898, v dobových zápisech ze schůzi sněmu ale je uváděno, že nastoupil v doplňovacích volbách roku 1899. Zastupoval kurii venkovských obcí, obvod Rakovník, Křivoklát, Nové Strašecí, Louny. Mandát zde za mladočechy obhájil v řádných zemských volbách roku 1901. Rezignoval roku 1903.
Zatímco Antonín Švehla jako předseda strany se orientoval na politickou práci v Čechách, Udržal byl hlavním parlamentním řečníkem. Za světové války pobýval coby parlamentní politik většinou ve Vídni, udržoval kontakty s domácím odbojem a poskytoval mu informace. V závěru existence monarchie se roku 1918 stal členem Národního výboru československého.

### Československým poslancem a senátorem
Jeho politická kariéra vyvrcholila po vzniku samostatného Československa. V samotný den vyhlášení nezávislého státu ovšem ještě pobýval ve Vídni, do Prahy nicméně dorazil ještě toho dne. Jako předseda prozatímního branného výboru Národního výboru se podílel na převzetí moci v Praze, když neutralizoval pražské velitelství rakousko-uherské armády vedené podmaršálkem Kestřankem. Zneškodnil také plány vojenského velitele v Litoměřicích podniknout pacifikační vojenskou akci proti Praze. Převrat tak proběhl bez násilí.
V letech 1918–1920 zasedal v Revolučním národním shromáždění. Pak byl dlouhodobě poslancem Národního shromáždění ČSR, kam byl opakovaně zvolen v parlamentních volbách v roce 1920, parlamentních volbách v roce 1925 a parlamentních volbách v roce 1929 a kde zasedal až do roku 1935. Pak ještě po parlamentních volbách v roce 1935 usedl na křeslo senátora Národního shromáždění, kde setrval do prosince 1937, kdy rezignoval a nahradil ho Josef Stržil. Dlouhodobě byl předsedou poslaneckého a senátorského klubu agrární strany.

### Ministrem národní obrany a předsedou vlády
Nejvýznamnější ale byly jeho vládní funkce. Od 26. září 1921 do 9. prosince 1925 byl československým ministrem národní obrany ve vládě Edvarda Beneše a první vládě Antonína Švehly. Na tento ministerský post se vrátil znovu v období od 12. října 1926 do 16. září 1929 ve třetí vládě Antonína Švehly.
Mezitím již od 1. února 1929 – do 29. října 1932 byl československým ministerským předsedou dvou po sobě jdoucích kabinetů (první vláda Františka Udržala, druhá vláda Františka Udržala). V rámci agrární strany patřil mezi výrazné představitele takzvaného prohradního křídla. Právě to přispělo k jeho nucenému odchodu z funkce předsedy vlády, protože ve vlastní straně nebyla jeho orientace přijímána. V zákulisí proti němu vystupovali konzervativněji a pravicověji naladění agrární předáci jako Rudolf Beran, Josef Vraný nebo František Staněk. Sám Udržal svou koncepci obhajoval s tím, že „buď budeme mít partaje, nebo republiku.“
V roce 1937 se ze zdravotních důvodů stáhl z aktivní politiky.

## Rodina
František Udržal byl ženat s Marií, roz. Pýchovou (20. prosince 1883 – 27. srpna 1951).
Nejstarší Udržalova dcera Marie (28. května 1903 – 30. srpna 1990), od roku 1930 provdaná za Josefa Žďárského (chemika a vysokoškolského pedagoga), byla osobní sekretářkou dcery T. G. Masaryka Alice Masarykové v její funkci předsedkyně Československého červeného kříže.
Udržalův syn JUDr. Ing. Jiří Udržal (28. května 1904 – 10. dubna 1971) byl pracovníkem firmy J. A. Bati, po druhé světové válce proti němu svědčil před Národním soudem.
Dcera Jarmila (10. dubna 1907 – 30. listopadu 1986) se v roce 1928 provdala za hoteliéra a pozdějšího protinacistického odbojáře Arnošta Košťála. Jejich vnuk Štěpán Bekárek byl v letech 1999–2015 ředitel Arcibiskupského gymnázia v Kroměříži, v letech 2020 a 2024 byl za KDU-ČSL zvolen zastupitelem Zlínského kraje, po parlamentních volbách 2023 se stal prvním náhradníkem v rámci koalice SPOLU.
Nejmladší Udržalova dcera Libuše (8. července 1908 – 16. září 2000) si v roce 1930 vzala Břetislava Morávka, osobního tajemníka Františka Udržala ve funkci ministra národní obrany a pozdějšího tajemníka předsedy protektorátní vlády Aloise Eliáše.
V roce 1905 se Udržalovou schovankou stala jeho příbuzná Marie Horáková (1892–1969), která u Udržalů v Dolní Rovni během 1. světové války také bydlela. V roce 1918 jí František Udržal vystrojil svatbu s Antonínem Hoffmanem, inspektorem českého odboru zemědělské rady království Českého.
Ze strany Marie, roz. Pýchové žijí též příbuzní. Avšak po smrti Františka Udžala a pozdější perzekuci se rodinné vazby postupně přetrhaly. Prapraprasynovec Vilém Štěpán Prokopík je aktivní v zkoumání jeho historie.
Pohřben je na hřbitově v Horní Rovni.